# Clypearia angustior
Clypearia angustior är en getingart som beskrevs av Adolpho Ducke 1906. Clypearia angustior ingår i släktet Clypearia och familjen getingar. Inga underarter finns listade i Catalogue of Life.